# Petr Gawlas
Petr Gawlas (* 26. ledna 1962 Třinec) je český politik, v letech 2010 až 2016 senátor za obvod č. 73 – Frýdek-Místek, v letech 2008 až 2012 zastupitel Moravskoslezského kraje, v letech 2002 až 2018 zastupitel města Jablunkov v okrese Frýdek-Místek. Byl členem České strany sociálně demokratické, později také hnutí Svoboda a přímá demokracie, následně kandidoval jako nestraník za hnutí Nezávislí. Od roku 2023 je členem a od února 2024 také místopředsedou strany ČSSD – Česká suverenita sociální demokracie.

## Vzdělání, profese a rodina
Po maturitě na střední odborné škole s hutním zaměřením vystudoval speciální pedagogiku na Univerzitě Palackého v Olomouci. V letech 1982–1992 pracoval jako pedagogický pracovník na SOU Třinec – Kanada. Mezi roky 1992–1994 byl zaměstnán jako mistr výpraven a později technický pracovník investičního úseku firmy Vítkovice, a.s. Od roku 1994 zastává funkci projektového manažera podniku Třinecký inženýring, a.s. Se svou manželkou má dvě děti.

## Politická kariéra
Od roku 2002 byl členem zastupitelstva města Jablunkov. V letech 2008 až 2012 působil také jako zastupitel Moravskoslezského kraje. V komunálních volbách v roce 2014 obhájil post zastupitele Jablunkova, když vedl tamní kandidátku České strany sociálně demokratické. Straně se ale nepodařilo vyjednat účast v koalici. V komunálních volbách v roce 2018 již nekandidoval.
Ve volbách 2010 se stal senátorem za obvod č. 73 – Frýdek-Místek, když v obou kolech získal více hlasů než protikandidát za Věci veřejné Stanislav Czudek. Tou dobou tak byl obecním zastupitelem, krajským zastupitelem a senátorem zároveň. Později kandidoval za strany a hnutí, které se staví proti kumulaci mandátů. 
Ve volbách do Senátu PČR v roce 2016 obhajoval za ČSSD svůj mandát. Se ziskem 13,36 % hlasů skončil na 4. místě a do druhého kola nepostoupil. Mandát senátora mu tak prodloužen nebyl.
Ve volbách do Poslanecké sněmovny PČR v roce 2021 kandidoval jako člen hnutí SPD na 7. místě kandidátky v Moravskoslezském kraji, ale neuspěl.
Ve volbách do Senátu PČR v roce 2022 kandidoval s podporou hnutí NEZ a Soukromníků v obvodu č. 73 – Frýdek-Místek. Se ziskem 11,29 % hlasů skončil na 3. místě a do druhého kola nepostoupil. V komunálních volbách v roce 2022 kandidoval do Zastupitelstva města Jablunkov z pozice lídra kandidátky „NÁŠ Jablunkov 739 91“, a to jako nestraník za NEZ. Skončil jako první náhradník.
Od roku 2023 je členem strany ČSSD – Česká suverenita sociální demokracie (dříve Suverenita – Blok Jany Bobošíkové, Česká Suverenita a Volný blok). V únoru 2024 byl zvolen jejím řadovým místopředsedou.
Ve volbách do Evropského parlamentu v červnu 2024 kandidoval jako člen strany ČSSD na 2. místě kandidátky uskupení „ČSSD – Česká suverenita sociální demokracie“ (tj. ČSSD, DOMOV a hnutí Směr). Uskupení však získalo pouze 0,25 % hlasů, a zvolen tak nebyl.
Ve sněmovních volbách v roce 2025 je lídrem kandidátní listiny strany ČSSD – Česká suverenita sociální demokracie v Moravskoslezském kraji.